# Lucas van Valckenborch

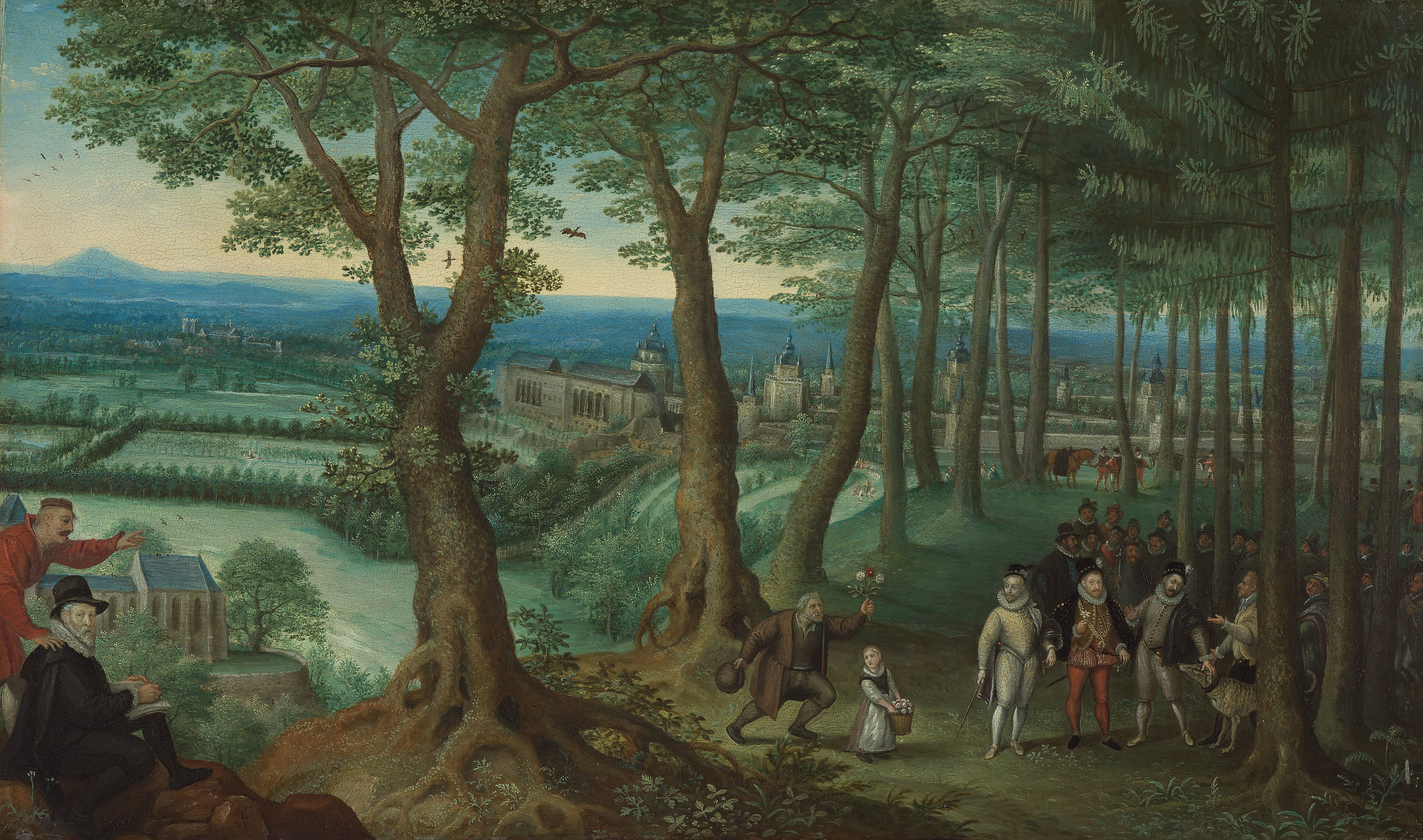
El paseo del emperador por el bosque, con el castillo de Neugebäude al fondo.
A la izquierda, el pintor se autorretrata dibujando la escena. Óleo sobre cobre, 21 x 36 cm, Viena, Kunsthistorisches Museum.

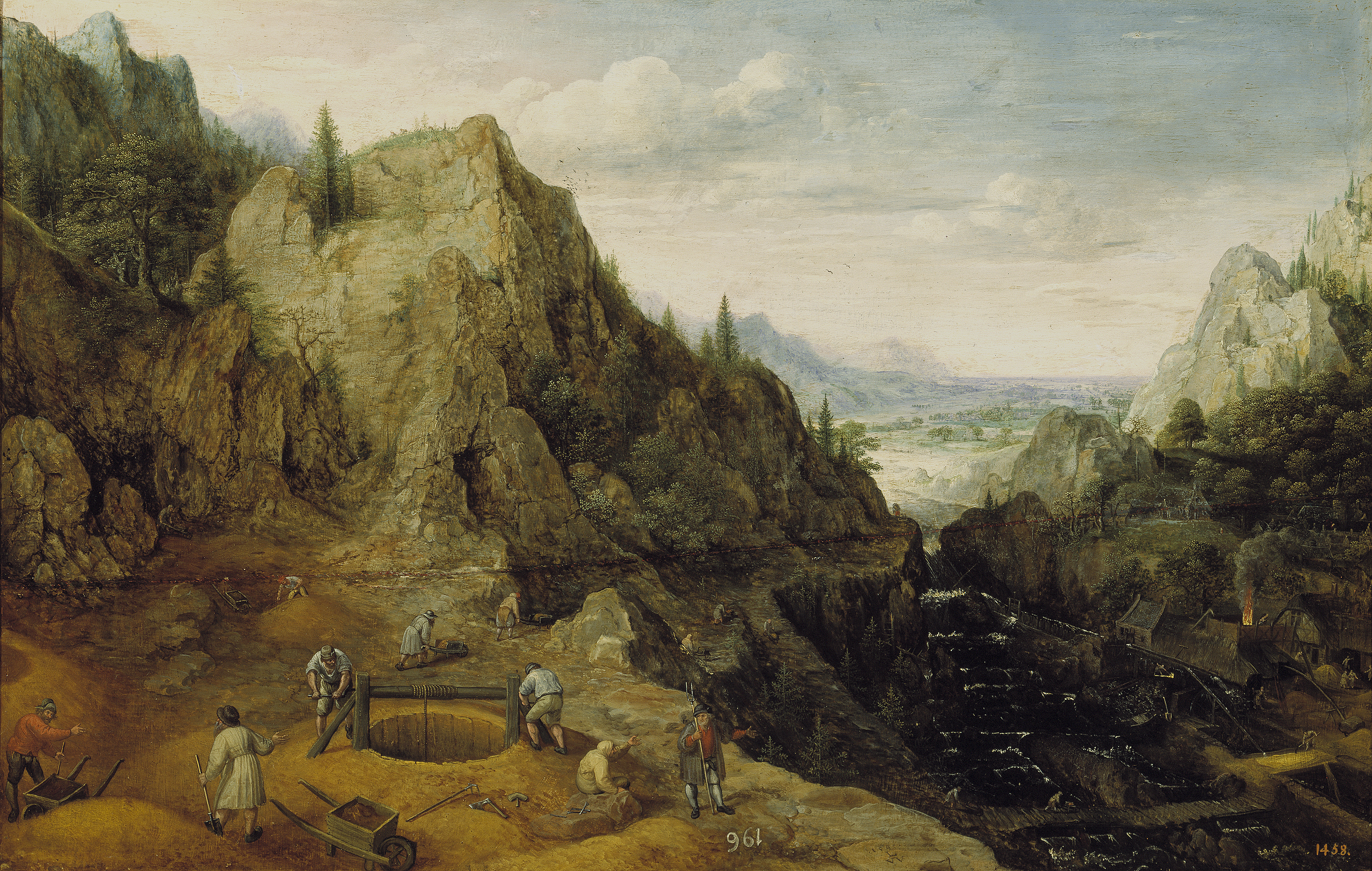
Paisaje con ferrerías, 1595, óleo sobre tabla, 41 x 60 cm, Madrid, Museo del Prado.

Lucas van Valckenborch (Lovaina, c., 1535-Fráncfort del Meno, 1597) fue un pintor flamenco miembro de una familia de artistas, especializado en la pintura de paisajes y retratos, y establecido en Alemania al servicio de Matías de Habsburgo.
Se desconoce todo lo relativo a su aprendizaje, que según Karel van Mander tuvo lugar en Malinas, donde en todo caso se le encuentra documentado por primera vez en 1560, al darse de alta en el gremio de San Lucas y coger un aprendiz poco tiempo después. Durante la Beeldenstorm, o furia iconoclasta extendida por los Países Bajos en el verano de 1566, abandonó la ciudad con su hermano Marten, estableciéndose primero en Aquisgrán y luego en Lieja donde se le documenta en 1570. Hacia 1574 retornó a los Países Bajos, fijando su residencia en Amberes donde entró en contacto con Matías de Habsburgo, gobernador de los Países Bajos españoles de 1577 a 1581. Cuando Matías abandonó el gobierno Van Valckenborch lo acompañó a Linz como pintor de cámara. En 1592 se trasladó a Fráncfort del Meno, donde se había establecido su hermano algunos años antes. En 1594 obtuvo la ciudadanía en Fráncfort y en ella murió en 1597.
Aunque fue también retratista, conservándose entre otros algunos de los retratos que pintó de Matías de Habsburgo, la mayor parte de su producción está dedicada a los paisajes en la tradición de Pieter Brueghel el Viejo si bien con un mayor realismo y cierto sentido documentalista al representar escenas campesinas o arquitecturas palaciegas inmersas en frondosos bosques. En ocasiones incorporó a sus paisajes su autorretrato con un cuaderno de dibujo sobre las rodillas, dibujando en el campo en contacto directo con la naturaleza, pero en su pintura no llegó a abandonar los convencionalismos del paisaje ideal, mezclando topografías naturales con paisajes fantásticos, generalmente tratados con un punto de vista alto para dar cabida a numerosas figuras con las que compone lo mismo escenas cotidianas o bíblicas y alegóricas, destacando entre estas las series dedicadas a las cuatro estaciones o los meses del año. 
Cuatro paisajes de Van Valckenborch procedentes de la colección real conserva el Museo del Prado: dos ferrerías movidas por artilugios hidráulicos, un paisaje con pastores y camellos y un pequeño paisaje con figuras representando uno de los milagros del Nuevo Testamento, la curación del poseso.